# Софіївський могильник
Софіївський — тілопальний могильник мідної доби, досліджений І. Самойловським й Юрієм Захаруком 1947-48 років біля Софіївки Баришівського району Київської області, положений на пісковому підвищенні надзаплавної тераси лівого берега Дніпра.
У Софіївському могильнику знайдено приблизно 150 поховань: одні в посуді-урнах, інші загорнені у тканини.
Знайдено знаряддя праці (сокири, серпи, молоти, долота тощо), глиняний посуд і зброю (кинджали, ножі, вістря до стріл), зроблену з каменю, кременю й міді, а також прикраси (браслети, спіральні й рубчасті пронизки).
Мідяні предмети були виготовлені з сировини балкано-карпатського походження; кераміка має різноманітну форму, прикрашену штампованим та шнурковим орнаментом.
Могильник походить з середини 3 тисячоліття до Христа.
Подібні Софіївському могильнику могильники досліджено пізніше у різних місцевостях Київщини.
Вони являють собою місцевий середньодніпровський варіант трипільської культури.
За Софіївським могильником названа Софіївська культура — фінальна стадія культурно-історичної спільноти Кукутені-Трипілля СІІ, коли степовики просунулися з південного сходу на Побужжя відокремівши частину Трипільської культури середньої Наддніпрянщини від основного культурного ареалу.